# Kuchnia filipińska

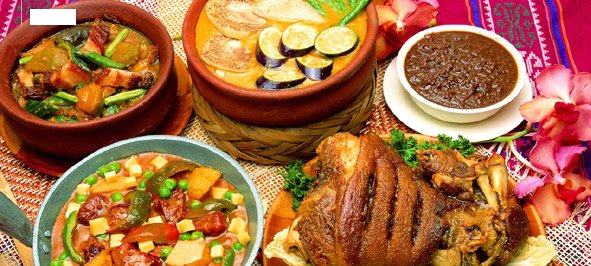
Potrawy kuchni filipińskiej

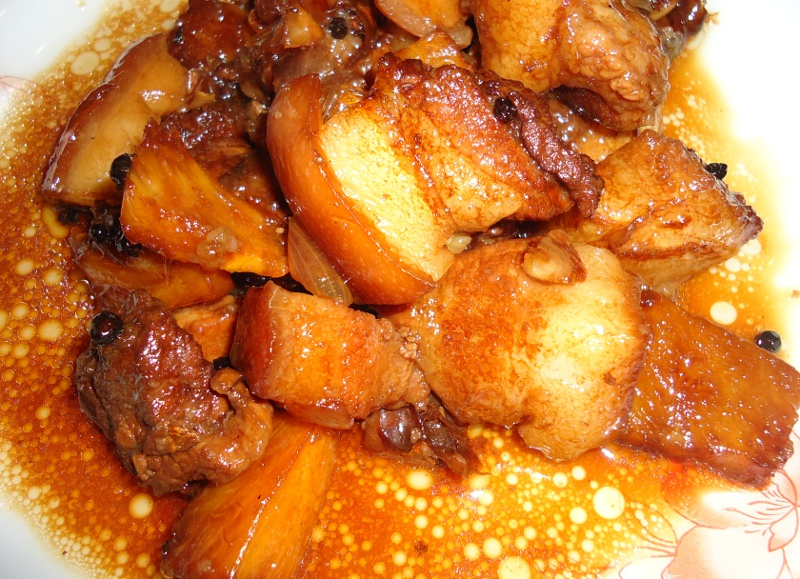
Adobo z wieprzowiny

Kuchnia filipińska – ogół tradycji kulinarnych Filipin. 
Ze względu na położenie wysp i tradycyjne kontakty handlowe, kuchnia Filipin wykazuje silne wpływy chińskie i malajskie. Chiński rodowód ma pasta krewetkowa bagoong i różnego rodzaju makarony. Kuchnia wysp południowych wykorzystuje przyprawy podobne do używanych w kuchni indonezyjskiej. Od XVI w. zaznaczyły się również wpływy kuchni hiszpańskiej, dominującej obecnie na północy. 
Podstawą pożywienia jest ryż oraz owoce morza. Bardzo cenione są krewetki tygrysie, zwane sugpo, a z ryb lapu-lapu i bangus.
Od innych krajów azjatyckich kuchnię filipińską odróżnia zamiłowanie do słodyczy, występujących w wielu rodzajach. Lody filipińskie mają czasami zaskakujące smaki: yamu, dżakfruta, awokado czy serowy. W przyrządzaniu potraw często wykorzystuje się makapuno, rodzaj orzechów kokosowych oraz cytrusy kalamansi. Z owoców, obok mango i ananasów, popularny jest santol.

## Posiłki
Śniadanie jest skromne, ogranicza się do małej bułeczki z dżemem i kawy. Do zwyczaju należy merienda – przekąska kończąca popołudniową sjestę. Głównym posiłkiem jest kolacja spożywana około godziny 18–19.

## Typowe potrawy
- adobo – potrawa z marynowanego mięsa
- balut – kacze jajo z zarodkiem
- bibingka – ciasto ryżowe
- bopis – danie z wieprzowych podrobów
- cassava suman – ciasto z manioku
- kari-karing – rodzaj gulaszu
- lumpia – rodzaj naleśników
- puto – bardzo słodkie ciasto ryżowe
- relleno – nadziewany kurczak
- sinigang – kwaśna potrawa z owoców morza